# Коропачинский, Пётр Флегонтович
Пётр Флегонтович Коропачинский (21 декабря 1864 (2 января 1865 по новому стилю), Златоуст, Златоустовский уезд, Уфимская губерния, Российская Империя (ныне Челябинская область, Россия) — 27 мая 1943, Сиэтл, округ Кинг, Вашингтон, США) — российский государственный деятель.

## Биография
Из дворянской семьи Коропачинских.
Отец — Флегмонт Коропачинский. Похоронен на Сергиевском кладбище г Уфы. Мать — Елизавета.
Окончил в Екатеринбурге Алексеевское реальное училище.
В 1898—1901 председатель Златоустовской уездной земской управы, в 1905—17 председатель Уфимской губернской земской управы.
С 23 декабря 1903 года член, с 1907 года Председатель Попечительного Совета Уфимской Мариинской 1-й женской гимназии. 6 декабря 1908 г. награждён орденом Св. Анны 2 степени

В 1906 году редактор Уфимской земской газеты, в 1908—1916 годах редактор газеты Сельскохозяйственный листок Уфимского губернского земства.
С 8 марта по июнь 1917 комиссар Временного правительства по Уфимской губернии, был наделён полномочиями губернатора. 
Натурализовался в США в 1931 году. Проживал и скончался в Сиэтле.

## Сочинения
Предварительные данные по экономическому исследованию проекта железнодорожного пути Оренбург — Стерлитамак — Уфа — Кунгур : Сост. по материалам Стат. отд. Уфим. зем. управы / [Уполномоч. Уфим. губ. земства, пред. Губ. зем. управы П. Коропачинский]. — Санкт-Петербург: Знамен. скоропеч., 1913. — 15 с., 3 л. табл.; 27.